# Accrue forestière

Schéma illustrant vulgairement une accrue forestière

En sylviculture, une accrue forestière constitue un espace intermédiaire entre les friches issues de l'abandon de terres cultivées ou de surfaces à vocation pastorale, et la forêt proprement dite.
Les accrues forestières sont des zones de peuplements clairsemés plus ou moins densément d’espèces pionnières ou post-pionnières. Les bouleaux, peupliers, érables champêtre et sycomore (Acer campestre, Acer pseudoplatanus), le tilleul à petites feuilles (Tilia cordata) ou l’orme champêtre (Ulmus campestris) sont quelques-unes des espèces ligneuses qui participent souvent à la formation des accrues en France.
La définition des accrues s'avère très délicate, et diffère selon les critères, morphologiques, historiques ou socio-économiques, que l'on privilégie. Cette catégorie spatiale un peu insaisissable n'est du coup pas comptabilisée en tant que telle dans les différents inventaires disponibles pour l'utilisation du sol national, même lorsqu'ils montrent clairement, dans la longue durée, le processus de transfert de surface des terres cultivées à la forêt. Il faut donc opérer par recoupements pour se faire une idée du phénomène et de sa répartition spatiale à l'échelle nationale.